# 野漆
野漆（学名：Toxicodendron succedaneum）是漆树科漆属的植物。分布在印度、日本、中南半岛、朝鲜以及中国大陆的华北、长江以南等地，生长于海拔150米至2,500米的地区，常生于林中，目前尚未由人工引种栽培。

## 别名
野漆树（图考） 大木漆（湖北） 山漆树（安徽） 痒漆树（广西、四川、河南） 漆木（广西） 檫仔漆、山贼子（台湾）

## 异名
- Toxicodendron succedanea L.
- Toxicodendron succedaneum (L.) O. Kuntze var. acuminatum (Hook. f.) C. Y. Wu et T. L. Ming
- Toxicodendron succedaneum (L.) O. Kuntze var. kiangsiense C. Y. Wu
- Toxicodendron succedaneum (L.) O. Kuntze var. microphyllum C. Y. Wu et T. L. Ming

## 外部連結
- 野漆樹 Yeqishu （页面存档备份，存于） 藥用植物圖像數據庫 (香港浸會大學中醫藥學院) （中文）（英文）